# Dialog (Band)
Dialog war eine deutsche Rockband aus Crimmitschau. Sie wurde im Jahr 1978 gegründet und existierte bis 1987. 2002 wurde die Band von Thilo Ferstl und Anselm Riess als Dialog II neu gegründet.

## Geschichte
Emmerich Babernics und Reinhard „Letsep“ Pestel  gründeten 1976 die Rockband Quirl, nachdem sie zuvor schon in der Band „Ebbe und Flut“ zusammengespielt hatten. 1977 kamen Anselm Riess, Thilo Ferstl, Hans-Peter „Theo“ Schumann und als Sänger Günter Franz und zwei Jahre später wurde aus „Quirl“ „Dialog“. Am 1. September 1979 hatte die Band ihren ersten Fernsehauftritt bei „rund“ mit dem Song „Leben“. 1980 übernahm „Sternie“ Sternkopf den Gesangspart sowie die zweite Gitarre. Die Band errang verschiedene nationale Musikpreise, unter anderem den Interpretenpreis der Jugendzeitschrift neues leben. 1981 bekam sie den Profistatus zuerkannt und erhielt zwei Jahre später die Möglichkeit, beim DDR-Label Amiga ihre erste Langspielplatte zu produzieren. Die Kompositionen für diese Platte wurden gemeinsam geschrieben, während die Texte von Burkhard Lasch und Kurt Demmler stammten. Im Jahr 1983 schieden Sternkopf und Schumann aus, 1984 gingen auch Anselm Riess und Klaus Mille und Babernics formierte die Band neu. Ihren größten Erfolg errang Dialog mit dem von Klaus-Peter Mille gesungenen Titel Denke daran.
Ein Jahr nach der Veröffentlichung einer weiteren LP löste sich die Band auf. Kayode Eschrich und Ulrich Schroedter spielen heute in der Leipziger Band Takayo. Babernics arbeitete zunächst als Produzent, kehrte dann aber dem Musikbusiness den Rücken.
Ferstl und Riess starteten im Jahr 2002 mit neuen Musikern und dem „alten“ Sänger Klaus Mille ein Comeback als „Dialog II“ mit  ehemaligen Erfolgstiteln von Dialog und Rockklassikern von Manfred Mann, Police und den Rolling Stones. Doch dieses Projekt endete nach relativ kurzer Zeit wieder. Anselm Riess (der inzwischen erfolgreich eigene Gitarren baut) und Klaus Mille treten sporadisch hin und wieder gemeinsam auf.

## Diskografie

### Single
- 1984: Doch der Falke fliegt (Amiga)

### LPs
- 1983: Dialog 963 (Amiga)
- 1986: Dich zu haben (Amiga)

### CD
- 2008: 60 Jahre Amiga/Dialog – die größten Hits (Hansa/Amiga)

### Stücke auf Kompilationen
- 1979: Emilie auf Auf dem Wege (Amiga)
- 1981: Miss English Teacher auf Rockbilanz 1981 (Amiga)
- 1981: Noch nicht 16, Leben und Dialog auf Kleeblatt 1/81 (Amiga)
- 1982: SOS auf Rockbilanz 1982 (Amiga)
- 1983: Eigentlich auf Rock für den Frieden 83 (Amiga)
- 1986: Ja oder Nein auf Rockbilanz 1986 (Amiga)
- 1986: Dein und mein Planet auf 5 Jahre Rock für den Frieden (Amiga)
- 1995: Goldener Herbst auf BeatKiste Vol. 2 (Barbarossa)
- 1999: Drachensegler auf Amiga RockRaritäten 1980–1986 (Amiga)

## Filmmusik
- 1987: Liane